# Пікрелл (Небраска)
Пікрелл (англ. Pickrell) — селище (англ. village) в США, в окрузі Ґейдж штату Небраска. Населення — 186 осіб (2020).

## Географія
Пікрелл розташований за координатами 40°22′42″ пн. ш. 96°43′45″ зх. д. / 40.37833° пн. ш. 96.72917° зх. д. (40.378319, -96.729117).  За даними Бюро перепису населення США в 2010 році селище мало площу 0,28 км², уся площа — суходіл.

## Демографія
Згідно з переписом 2010 року, у селищі мешкало 199 осіб у 84 домогосподарствах у складі 56 родин. Густота населення становила 715 осіб/км².  Було 87 помешкань (312/км²).
Расовий склад населення:
| - 97,0 % — білих - 1,0 % — корінних американців - 0,5 % — азіатів |

До двох чи більше рас належало 1,5 %. Частка іспаномовних становила 2,5 % від усіх жителів.
За віковим діапазоном населення розподілялося таким чином: 28,1 % — особи молодші 18 років, 52,3 % — особи у віці 18—64 років, 19,6 % — особи у віці 65 років та старші. Медіана віку мешканця становила 36,8 року. На 100 осіб жіночої статі у селищі припадало 105,2 чоловіків;  на 100 жінок у віці від 18 років та старших — 95,9 чоловіків також старших 18 років.
Середній дохід на одне домашнє господарство  становив 61 897 доларів США (медіана — 49 286), а середній дохід на одну сім'ю — 75 088 доларів (медіана — 72 500). Медіана доходів становила 36 458 доларів для чоловіків та 26 833 долари для жінок. За межею бідності перебувало 2,2 % осіб, у тому числі 0,0 % дітей у віці до 18 років та 2,8 % осіб у віці 65 років та старших.
Цивільне працевлаштоване населення становило 119 осіб. Основні галузі зайнятості: освіта, охорона здоров'я та соціальна допомога — 34,5 %, роздрібна торгівля — 18,5 %, оптова торгівля — 14,3 %.